# Henry Middleton
Pour les articles homonymes, voir Middleton.
Henry Middleton, né dans la Province de Caroline, aujourd'hui en Caroline du Sud, en 1717, mort le 13 juin 1784, est un homme politique américain. Il fut le second président du Congrès continental du 22 octobre 1774 au 26 octobre 1774 jusqu'à ce que Peyton Randolph puisse reprendre brièvement ses fonctions. Son père, Arthur Middleton (en), a été gouverneur de Caroline du Sud (de 1725 à 1730).

## Biographie
En 1745, il est élu aux Communes de Caroline du Sud et devient l'orateur de cet organisme de 1745 à 1747. Il est également représentant de St. George de 1754 à 1755. En 1755, il devient Commissaire des affaires indiennes, puis est élu au Conseil colonial de la Caroline du Sud. Middleton gagne en notoriété en 1760 et 1761, pendant la guerre contre les Cherokees, où sait rester calme et courageux. Délégué du Congrès continental, il démissionne pour se préparer à la guerre avenante. Son fils, Arthur Middleton, lui succède et signe la Déclaration d'indépendance des États-Unis. Il devient brièvement le second président du Congrès continental du 22 octobre 1774 au 26 octobre 1774 jusqu'à ce que Peyton Randolph puisse reprendre brièvement ses fonctions. Il meurt le 13 juin 1784 à Charleston.

## Descendance
Le fils d'Arthur, aussi nommé Henry, fait une longue carrière politique. Il devient gouverneur de la Caroline du Sud (1810-1812), membre de la Chambre des représentants des États-Unis et Ministre en Russie (1820-1830). 

### Source
- (en) Cet article est partiellement ou en totalité issu de l’article de Wikipédia en anglais intitulé « Henry Middleton » (voir la liste des auteurs).